# Nils J. Lundgren
Nils Johan Lundgren, född 3 juli 1881 i Helsingborg, död där 2 december 1954, var en svensk arkitekt. Han var en inflytelserik arkitekt i Helsingborg mellan 1914 och 1940 och var under en period biträdande stadsarkitekt till Alfred Hellerström. Bland hans verk finns Domushuset, Lund. Han var far till arkitekt Filip Lundgren. Han är begravd på Nya kyrkogården i Helsingborg.